# 絃上
絃上（げんじょう／けんじょう）とは、 村上天皇遺愛の琵琶の名器。その後中世ごろから剣璽と並ぶ皇位継承を象徴する品物（累代御物）として、宮中において重く扱われ、皇室第一の宝物とされた。一説に玄象・玄上とも書き、また玄象は仁明天皇遺愛の琵琶、絃上は村上天皇の御物にして両者は別であるともする（醍醐天皇の御物とする説もある）。

## 概要
平安時代中期（一条天皇以降か）に従来の御衣や笏に加えて楽器類が累代御物の中に数えられるようになった。三条天皇から後一条天皇への譲位を記した『小右記』長和5年正月29日条には累代の「琵琶」が他の小道具とともに新帝に渡されたとあり、この琵琶が絃上であったとみられている。二条天皇に仕えた中原有安は絃上を弾くにあたって厳重に精進潔斎をしてから弾くものだと説いている（『胡琴教録』）。従って、内裏の中から外に持ち出すことが禁じられ、演奏が出来るのは天皇の許しがあった者だけ、例え天皇自身であったとしても秘曲の伝授など限られた時にしか弾けなかった。だが、後鳥羽上皇は元久2年（1205年）の土御門天皇の朝覲行幸と建暦元年（1211年）の順徳天皇の朝覲行幸の際に強引に内裏から自らの御所に絃上に持ち出して演奏した（本来、朝覲行幸は子の天皇が親である院のために楽曲を演奏するのが慣例であった）。また、院近臣で琵琶の達人である二条定輔がその師である藤原師長ですら2度しか許されなかった絃上を3度にわたって演奏の許しを得たのも後鳥羽上皇の時代である。
時代が下り、後深草天皇は幼少時から琵琶を習ってきたが、諸事情で琵琶の秘曲の伝授を受けられずに退位をせざるを得なかった。ところが、弟の亀山天皇が皇太子に決まってから琵琶の習得を始め、わずか数年で絃上にて秘曲「啄木」の伝授を受けるに至った。後深草天皇は御琵琶始の儀で絃上を用いたものの、秘曲の伝授の場でも絃上で行いたいと願ったところ、内裏からの持ち出し禁止を理由に亀山天皇に阻まれた。亀山天皇の絃上使用は皇位継承を巡る兄院との対抗関係から自身の権威づけを図る意図があったとみられている。ところが、花園天皇の時代である正和5年（1316年）に絃上が行方不明になり、次の後醍醐天皇は絃上がないまま即位した。治天の君である後宇多法皇の意向を受けた六波羅探題の武士が盗んだ犯人を捕らえ、転売されていた絃上が3年ぶりに内裏に戻った。後醍醐天皇は持明院統に対する牽制から「啄木」などの秘曲伝授の時だけでなく、元亨3年（1323年）の御会でも絃上を演奏している。